# Liste des conseillers départementaux de la Corrèze
Pour un article plus général, voir Conseil départemental de la Corrèze.
Cet article présente la composition du Conseil départemental de la Corrèze ainsi que ses élus à partir de 2015. Pour les élus des mandatures précédentes, voir la liste des conseillers généraux de la Corrèze.

## Composition du conseil départemental
| Conseil départemental de la Corrèze (2021-2028) | Conseil départemental de la Corrèze (2021-2028) | Conseil départemental de la Corrèze (2021-2028) | Conseil départemental de la Corrèze (2021-2028) | Conseil départemental de la Corrèze (2021-2028) |
| Parti                                           | Sigle                                           | Sigle                                           | Élus                                            | Groupes                                         |
| ----------------------------------------------- | ----------------------------------------------- | ----------------------------------------------- | ----------------------------------------------- | ----------------------------------------------- |
| Majorité (28 sièges)                            |                                                 |                                                 |                                                 |                                                 |
| Les Républicains                                |                                                 | LR                                              | 19                                              | Corrèze demain                                  |
| Divers droite                                   |                                                 | DVD                                             | 6                                               | Corrèze demain                                  |
| Union des démocrates et indépendants            |                                                 | UDI                                             | 1                                               | Corrèze demain                                  |
| La République en marche                         |                                                 | LREM                                            | 1                                               | Corrèze demain                                  |
| Mouvement démocrate                             |                                                 | MoDem                                           | 1                                               | Corrèze demain                                  |
| Oppositions (10 sièges)                         |                                                 |                                                 |                                                 |                                                 |
| Divers gauche                                   |                                                 | DVG                                             | 7                                               | Corrèze ensemble                                |
| Parti socialiste                                |                                                 | PS                                              | 3                                               | Corrèze ensemble                                |
| Président du conseil départemental              |                                                 |                                                 |                                                 |                                                 |
| Pascal Coste (LR)                               |                                                 |                                                 |                                                 |                                                 |

## Liste des conseillers départementaux

### Mandature 2021-2028
| Canton                              | Conseiller départemental | Parti | Parti | Notes                              |
| ----------------------------------- | ------------------------ | ----- | ----- | ---------------------------------- |
| Canton d'Allassac                   | Patricia Buisson         |       | DVD   | -                                  |
| Canton d'Allassac                   | Didier Marsaleix         |       | MoDem | -                                  |
| Canton d'Argentat-sur-Dordogne      | Sébastien Duchamp        |       | PS    | -                                  |
| Canton d'Argentat-sur-Dordogne      | Sonia Troya              |       | PS    | -                                  |
| Canton de Brive-la-Gaillarde-1      | Philippe Lescure         |       | LREM  | -                                  |
| Canton de Brive-la-Gaillarde-1      | Valérie Taurisson        |       | LR    | -                                  |
| Canton de Brive-la-Gaillarde-2      | Julien Bounie            |       | LR    | -                                  |
| Canton de Brive-la-Gaillarde-2      | Claude Chirac            |       | DVD   | -                                  |
| Canton de Brive-la-Gaillarde-3      | Sandrine Maurin          |       | LR    | -                                  |
| Canton de Brive-la-Gaillarde-3      | Gérard Soler             |       | DVD   | -                                  |
| Canton de Brive-la-Gaillarde-4      | Audrey Bartout           |       | LR    | -                                  |
| Canton de Brive-la-Gaillarde-4      | Franck Peyret            |       | LR-SL | -                                  |
| Canton d'Égletons                   | Agnès Audeguil           |       | DVD   | -                                  |
| Canton d'Égletons                   | Jean-Marie Taguet        |       | LR    | -                                  |
| Canton de Haute-Dordogne            | Marie-Laure Vidal        |       | LR    | -                                  |
| Canton de Haute-Dordogne            | Éric Ziolo               |       | LR    | -                                  |
| Canton de Malemort                  | Laurent Darthou          |       | UDI   | -                                  |
| Canton de Malemort                  | Frédérique Meunier       |       | LR-SL | -                                  |
| Canton du Midi corrézien            | Pascal Coste             |       | LR    | Président du Conseil départemental |
| Canton du Midi corrézien            | Ghislaine Dubost         |       | DVD   | -                                  |
| Canton de Naves                     | Émilie Boucheteil        |       | DVG   | -                                  |
| Canton de Naves                     | Jean-François Labbat     |       | DVG   | -                                  |
| Canton du Plateau de Millevaches    | Jacqueline Cornelissen   |       | LR    | -                                  |
| Canton du Plateau de Millevaches    | Christophe Petit         |       | DVD   | -                                  |
| Canton de Saint-Pantaléon-de-Larche | Jean-Jacques Delpech     |       | LR    | -                                  |
| Canton de Saint-Pantaléon-de-Larche | Sophie Chambon           |       | LR    | -                                  |
| Canton de Sainte-Fortunade          | Anthony Monteil          |       | DVG   | -                                  |
| Canton de Sainte-Fortunade          | Stéphanie Vallée-Prévôté |       | DVG   | -                                  |
| Canton de Seilhac-Monédières        | Jean-Jacques Lauga       |       | LR    | -                                  |
| Canton de Seilhac-Monédières        | Hélène Rome              |       | LR    | -                                  |
| Canton de Tulle                     | Bernard Combes           |       | DVG   | -                                  |
| Canton de Tulle                     | Annick Taysse            |       | DVG   | -                                  |
| Canton d'Ussel                      | Christophe Arfeuillère   |       | LR    | -                                  |
| Canton d'Ussel                      | Marilou Padilla-Ratelade |       | LR    | -                                  |
| Canton d'Uzerche                    | Francis Comby            |       | LR    | -                                  |
| Canton d'Uzerche                    | Rosine Chauffour-Robinet |       | LR    | -                                  |
| Canton de l'Yssandonnais            | Pascale Boissieras       |       | PS    | -                                  |
| Canton de l'Yssandonnais            | Christian Bouzon         |       | DVG   | -                                  |

### Mandature 2015-2021
| Conseil départemental de la Corrèze (2015-2021) | Conseil départemental de la Corrèze (2015-2021) | Conseil départemental de la Corrèze (2015-2021) | Conseil départemental de la Corrèze (2015-2021) | Conseil départemental de la Corrèze (2015-2021) |
| ----------------------------------------------- | ----------------------------------------------- | ----------------------------------------------- | ----------------------------------------------- | ----------------------------------------------- |
| Président du conseil départemental              |                                                 |                                                 |                                                 |                                                 |
| Pascal Coste (LR)                               |                                                 |                                                 |                                                 |                                                 |
| Parti                                           | Sigle                                           | Sigle                                           | Élus                                            | Groupes                                         |
| Majorité (26 sièges)                            |                                                 |                                                 |                                                 |                                                 |
| Les Républicains                                |                                                 | LR                                              | 16                                              | Corrèze demain                                  |
| Divers droite                                   |                                                 | DVD                                             | 7                                               | Corrèze demain                                  |
| Union des démocrates et indépendants            |                                                 | UDI                                             | 2                                               | Corrèze demain                                  |
| Mouvement radical                               |                                                 | MR                                              | 1                                               | Corrèze demain                                  |
| Oppositions (12 sièges)                         |                                                 |                                                 |                                                 |                                                 |
| Parti socialiste                                |                                                 | PS                                              | 9                                               | Corrèze à gauche                                |
| Divers gauche                                   |                                                 | DVG                                             | 3                                               | Corrèze à gauche                                |

| Canton                              | Conseiller départemental | Parti | Parti | Notes                              |
| ----------------------------------- | ------------------------ | ----- | ----- | ---------------------------------- |
| Canton d'Allassac                   | Gilbert Fronty           |       | PS    | -                                  |
| Canton d'Allassac                   | Michèle Reliat           |       | PS    | -                                  |
| Canton d'Argentat                   | Laurence Dumas           |       | UDI   | -                                  |
| Canton d'Argentat                   | Jean-Claude Leygnac      |       | MR    | -                                  |
| Canton de Brive-la-Gaillarde-1      | Michel Da Cunha          |       | PS    | Démissionne en 2018                |
| Canton de Brive-la-Gaillarde-1      | Cédric Lachaud           |       | DVG   | -                                  |
| Canton de Brive-la-Gaillarde-1      | Hayat Tamimi             |       | PS    | -                                  |
| Canton de Brive-la-Gaillarde-2      | Francis Colasson         |       | LR    | -                                  |
| Canton de Brive-la-Gaillarde-2      | Lilith Pittman           |       | LR    | -                                  |
| Canton de Brive-la-Gaillarde-3      | Sandrine Maurin          |       | LR    | -                                  |
| Canton de Brive-la-Gaillarde-3      | Gérard Soler             |       | DVD   | -                                  |
| Canton de Brive-la-Gaillarde-4      | Najat Deldouli           |       | LR    | -                                  |
| Canton de Brive-la-Gaillarde-4      | Franck Peyret            |       | LR    | -                                  |
| Canton d'Égletons                   | Agnès Audeguil           |       | DVD   | -                                  |
| Canton d'Égletons                   | Jean-Marie Taguet        |       | LR    | -                                  |
| Canton de Haute-Dordogne            | Danielle Coulaud         |       | DVD   | -                                  |
| Canton de Haute-Dordogne            | Jean Stöhr               |       | LR    | -                                  |
| Canton de Malemort-sur-Corrèze      | Frédérique Meunier       |       | LR    | Démissionne en 2017, élue députée  |
| Canton de Malemort-sur-Corrèze      | Florence Duclos          |       | DVD   | -                                  |
| Canton de Malemort-sur-Corrèze      | Gilbert Rouhaud          |       | DVD   | -                                  |
| Canton du Midi corrézien            | Pascal Coste             |       | LR    | Président du Conseil départemental |
| Canton du Midi corrézien            | Ghislaine Dubost         |       | DVD   | -                                  |
| Canton de Naves                     | Émilie Boucheteil        |       | DVG   | -                                  |
| Canton de Naves                     | Jean-Claude Peyramard    |       | PS    | Décède en octobre 2020             |
| Canton de Naves                     | Jean-François Labbat     |       | DVG   | -                                  |
| Canton du Plateau de Millevaches    | Christophe Petit         |       | DVD   | -                                  |
| Canton du Plateau de Millevaches    | Nelly Simandoux          |       | LR    | -                                  |
| Canton de Saint-Pantaléon-de-Larche | Jean-Jacques Delpech     |       | LR    | -                                  |
| Canton de Saint-Pantaléon-de-Larche | Nicole Taurisson         |       | LR    | -                                  |
| Canton de Sainte-Fortunade          | Roger Chassagnard        |       | PS    | -                                  |
| Canton de Sainte-Fortunade          | Stéphanie Vallée-Prévôté |       | PS    | -                                  |
| Canton de Seilhac-Monédières        | Jean-Jacques Lauga       |       | LR    | -                                  |
| Canton de Seilhac-Monédières        | Hélène Rome              |       | LR    | -                                  |
| Canton de Tulle                     | Bernard Combes           |       | PS    | -                                  |
| Canton de Tulle                     | Annick Taysse            |       | PS    | -                                  |
| Canton d'Ussel                      | Christophe Arfeuillère   |       | LR    | -                                  |
| Canton d'Ussel                      | Marilou Padilla-Ratelade |       | LR    | -                                  |
| Canton d'Uzerche                    | Francis Comby            |       | LR    | -                                  |
| Canton d'Uzerche                    | Annie Queyrel-Peyramaure |       | UDI   | -                                  |
| Canton de l'Yssandonnais            | Gérard Bonnet            |       | PS    | Décède en 2016                     |
| Canton de l'Yssandonnais            | Pascale Boissieras       |       | PS    | -                                  |
| Canton de l'Yssandonnais            | Christian Bouzon         |       | PS    | -                                  |